# Albert Giraud

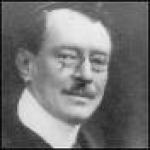
Albert Giraud

Albert Giraud (ur. 23 czerwca 1860 w Leuven, zm. 26 grudnia 1929 w Schaerbeek) – belgijski poeta, tworzący w języku francuskim.
Współtwórca grupy literatów „Młoda Belgia”. Kierował pismem „La Jeune Belgique”. Był wielbicielem Théophile Gautiera, reprezentował nurt parnasizmu. W doskonałej pod względem formalnym poezji, która przyporządkowana bywa do teorii „sztuka dla sztuki”, uwidacznia się wyraźnie pragnienie ucieczki od bolesnej rzeczywistości.
W kunsztownych, pełnych wyszukanych rymów sonetach, inspirowany malarstwem, ukazywał przede wszystkim sceny historyczne i mityczne. Za ulubionego bohatera G. obrał sobie postać Pierrota, z którego cechami niejako się utożsamiał. Poruszony wydarzeniami I wojny światowej, zmienił na krótko tematykę i ton utworów, tworząc zbiór patriotycznych poematów. Po wojnie powrócił do pierwotnej fascynacji mitologią.

## Twórczość
- 1884: Pierrot lunaire
- 1888: Hors du siècle
- 1891: Les Dernières fêtes
- 1898: Héros et pierrots
- 1910: La guirlande des dieux
- 1921: Le concert dans la musée
- 1921: Le miroir caché